# Manosque
Manosque is een gemeente in het Franse departement Alpes-de-Haute-Provence (regio Provence-Alpes-Côte d'Azur). De gemeente telde 22.807 inwoners op 1 januari 2022. Het is hiermee de grootste stad van het departement. De plaats is de onderprefectuur van het arrondissement Forcalquier. De historische kern van de gemeente heeft haar middeleeuwse stadspoorten, waaronder de Porte de la Saunerie (veertiende eeuw) behouden. Het huis van schrijver Jean Giono, waar hij van 1929 tot zijn dood in 1970 verbleef, is beschermd als Maison des Illustres.

## Geografie
De oppervlakte van Manosque bedroeg op 1 januari 2022 56,73 vierkante kilometer; de bevolkingsdichtheid was toen 402 inwoners per km².
De gemeente ligt tussen de oostelijke Luberon in het noordwesten en de Durance in het zuidoosten. 
De onderstaande kaart toont de ligging van Manosque met de belangrijkste infrastructuur en aangrenzende gemeenten.

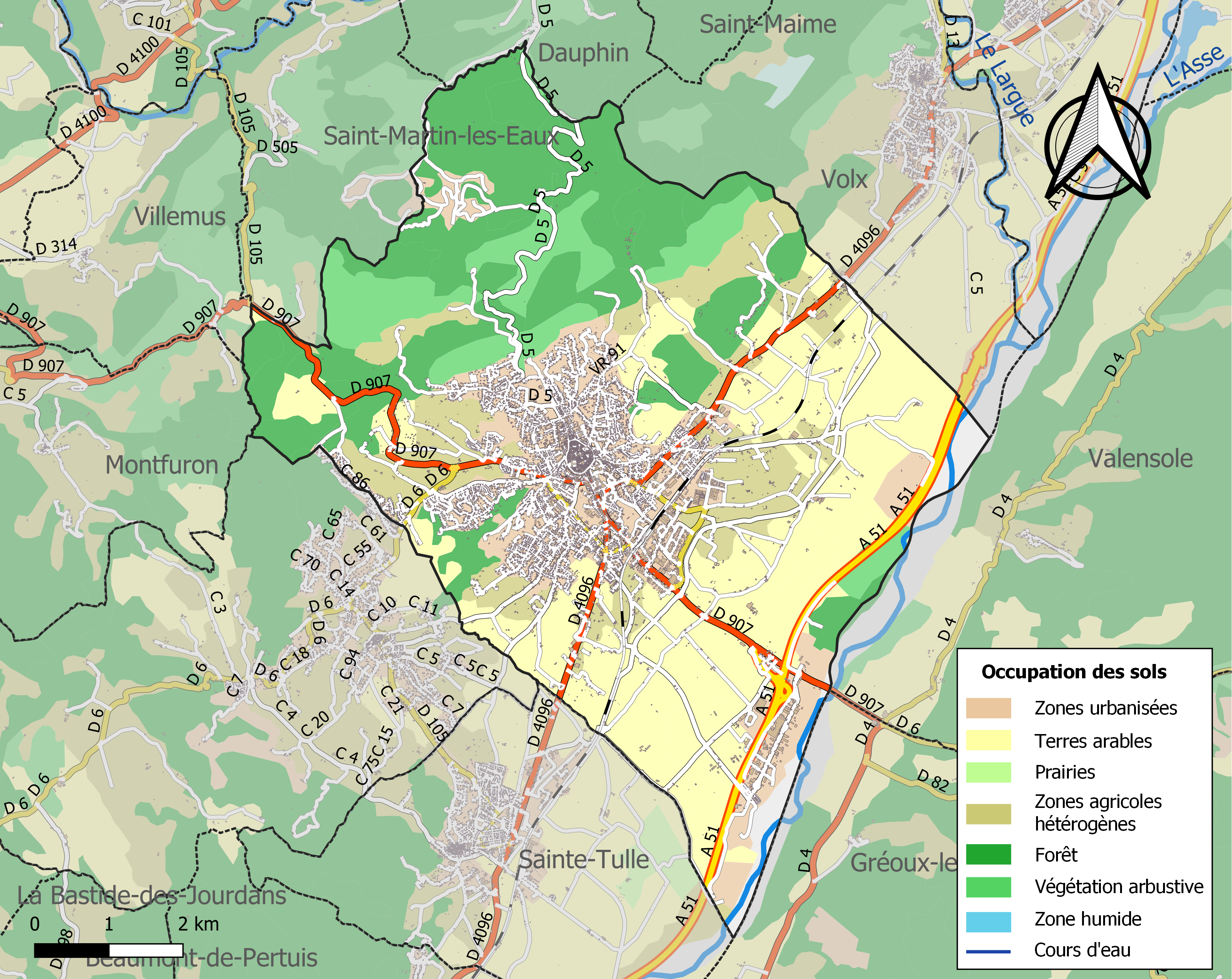

## Geschiedenis
De eerste sporen van bewoning dateren uit de tweede of derde eeuw. Manosque bleef continu bewoond tijdens de vroege middeleeuwen. Rond 900 werd de versterkte plaats vernield door de Saracenen. Rond het oude centrum, bij de Église Notre-Dame de Romigier, verschenen in de loop van de middeleeuwen enkele castra, versterkte burchten op rotsheuvels: Mont d’Or, Toutes Aures en Montaigut. Deze castra werden later opgenomen in de stad. De hospitaalridders stichtten een commanderij in de stad. Manosque kreeg in 1207 van graaf Guillaume IV van Forcalquier een stadskeure en werd een gemeente bestuurd door consuls. Het Livre des Privilèges de Manosque, een verzameling van alle rechten en keuren van de stad, werd rond 1315 geschreven in het Latijn en het Provençaals en wordt bewaard in de gemeentelijke archieven. De stad was ommuurd en had vier stadspoorten (Porte de la Saunerie, Porte de Soubeyran, Porte d'Aubette en Porte de Guilhempierre) die uitgaven op de hoofdwegen. De stad telde ongeveer 5.000 inwoners en was verdeeld in vier wijken: Palais, Martels, Payans en Hébréards. Tot de achttiende eeuw bleef de bewoning beperkt tot binnen de omwalling.
Manosque werd in 1509 en opnieuw in 1708 getroffen door een zware aardbeving. Na die laatste beving lag de stad voor een groot deel in puin. De stad werd herbouwd en trad nu ook buiten de omwalling, te beginnen met het nieuwe hospitaal. In 1772 kreeg Manosque een nieuw stadhuis.
In de loop van de negentiende eeuw werd de stadsmuur grotendeels afgebroken. De noordelijke en de zuidelijke stadspoort bleven bewaard. De gemeente bleef gericht op de landbouw (wijnbouw en olijfolie). Vanaf de jaren 1960 groeide de bevolking sterk, onder andere door de komst van het Centre d’Étude Atomique (CEA) van Cadarache in de omgeving. Manosque verstedelijkte en er werden nieuwe wijken gebouwd.

## Verkeer en vervoer
In de gemeente ligt spoorwegstation Manosque-Gréoux-les-Bains.
De autosnelweg A51 loopt door de gemeente.

## Demografie
Onderstaande figuur toont het verloop van het inwonertal (bron: INSEE-tellingen).
Vanwege een beveiligingsprobleem met de MediaWiki Graph-software is het momenteel niet mogelijk deze grafiek weer te geven. Zodra de software is bijgewerkt zal de grafiek vanzelf weer zichtbaar worden.

## Bezienswaardigheden

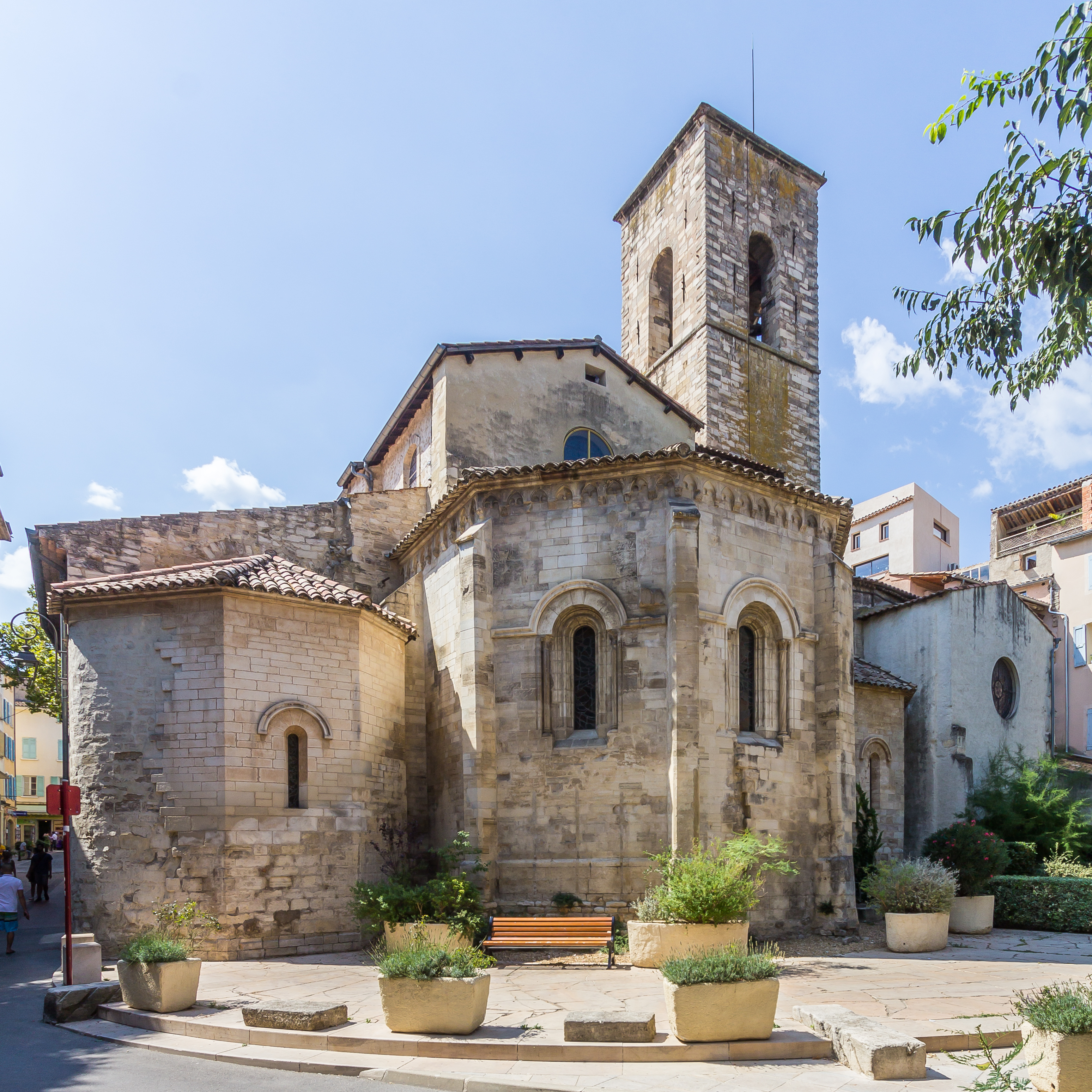
Église Notre-Dame de Romigier

- Porte de Soubeyran, de noordelijke stadspoort. Ze werd al genoemd in 1206 maar de bewaarde stadspoort is veertiende-eeuws.
- Porte de la Saunerie, de zuidelijke stadspoort. Ook deze stadspoort is veertiende-eeuws en zoals haar naam aanduidt werd in deze poort zout bewaard.
- Stadhuis (achttiende eeuw)
- Église Notre-Dame de Romigier, romaanse kerk met een houten Mariabeeld uit de twaalfde eeuw (Vierge Noire); de oudste parochiekerk van de stad.
- Église Saint-Sauveur (dertiende-veertiende eeuw); de tweede parochiekerk van de stad.
- Hôtel de Gassaud in Provençaalse renaissancestijl. Hier verbleef de schrijver en revolutionair Mirabeau in 1774 in ballingschap.
- Hôtel Issautier

Verder zijn er in Manosque het Centre Jean Giono, gewijd aan de schrijver Jean Giono en zijn werk, en de Fondation Carzou, een museale ruimte in een voormalige kloosterkapel gewijd aan het werk van de kunstschilder Carzou (1907-2000).

## Bekende inwoners

### Geboren
- Jean Giono (1895-1970), schrijver en dichter
- Pierre Magnan (1922-2012), schrijver
- Jessy Pi (1993), voetballer

Het Nederlandse geslacht André de la Porte is afkomstig uit Manosque.

### Overleden
- Jean Giono (1895-1970), schrijver en dichter
- Edouard Fachleitner (1920-2008), wielrenner

## Stedenbanden
- Leinfelden-Echterdingen (Duitsland) sinds 1973
- Voghera (Italië) sinds 1984